# 崇一堂
30°15′42″N 120°12′14.7″E / 30.26167°N 120.204083°E

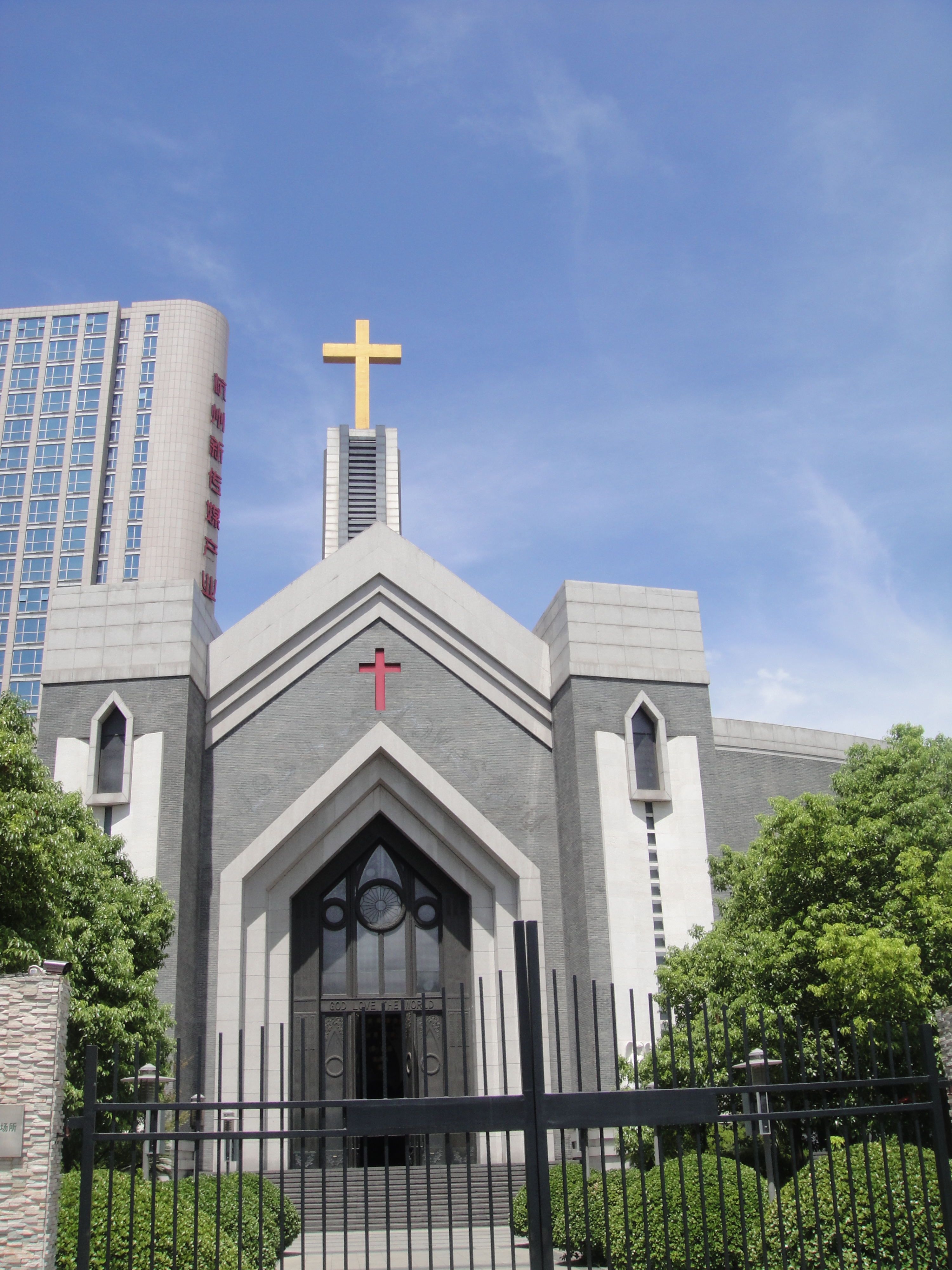
杭州基督教会崇一堂

崇一堂是位于中国杭州的一座大型基督教堂。该教堂最初位于杭州新巷一号（现清泰街新开弄），现位于杭州市上城区新塘路26-28号，是中国当年规模最大的传教差会—内地会在中国建立的第一所教堂。

## 历史
1866年11月，内地会创始人戴德生牧师率领第一批20名内地会传教士来到中国，以杭州为基地，然后扩展到其它地区。1902年，崇一堂在清泰街77号落成。崇一堂是后来杭州的2座内地会教堂（崇一堂、敬一堂）之一。1958年实行联合礼拜后，崇一堂被改为铁路材料仓库及铁路医院。
2000年，由于杭州市基督徒人数不断增加，杭州市政府同意易地复建崇一堂。2005年5月在江干区新塘路落成了目前中国规模最大的礼拜堂：总面积为12480平方米，其中教堂建筑为7299平方米，有5500个座位，屋顶的十字架高77米，成为迄今全球最大华人基督教堂。教堂的设计采用了扇形会幕式，和十字采光天窗。视听觉效果较好。

## 顾约瑟被捕
2016年1月29日，浙江省基督教协会官网发表公告，称顾约瑟牧师（浙江省基督教协会会长）因涉嫌挪用资金罪等经济问题被调查。称顾约瑟在担任杭州市基督教崇一堂主任牧师期间，挪用资金数额巨大，经杭州市人民检察院批准，被杭州市公安局依法逮捕，已进入司法程序。2015年，顾约瑟牧师曾发表公开信批评浙江省人民政府强行拆除教堂十字架的行为。2016年3月，顾约瑟被取保候审并受到监视居住。2017年1月7日，顾约瑟再次因“挪用资金罪”被杭州警方逮捕。

## 聚会时间
| 主日聚会               | 青少年聚会           | 慕道班&学道班        | 青年聚会             | 祷告会               | 查经祷告会           |
| ---------------------- | -------------------- | -------------------- | -------------------- | -------------------- | -------------------- |
| 周日第一堂 07:30-09:30 | 周日上午 09:45-11:30 | 周日晚上 18:40-20:35 | 周二晚上 18:45-20:45 | 周五晚上 18:50-21:00 | 周六早上 08:00-09:30 |
| 周日第二堂 10:00-11:30 |                      |                      |                      |                      |                      |